# Burgoberbach
Burgoberbach là một đô thị ở huyện Ansbach bang Bayern nước Đức. Đô thị Burgoberbach có diện tích 13 km², dân số thời điểm ngày 31 tháng 12 năm 2006 là 3364 người.